# Џејмстаун (Мисури)
Џејмстаун (енгл. Jamestown) град је у америчкој савезној држави Мисури.

## Демографија
По попису из 2010. године број становника је 386, што је 4 (1,0%) становника више него 2000. године.
| Група             | 2000.       | 2010.       |
| Белци             | 369 (96,6%) | 374 (96,9%) |
| Афроамериканци    | 0 (0,0%)    | 0 (0,0%)    |
| Азијати           | 1 (0,3%)    | 0 (0,0%)    |
| Хиспаноамериканци | 2 (0,5%)    | 4 (1,0%)    |
| Укупно            | 382         | 386         |